# Maria Vitória Gonzaga
Maria Vitória Gonzaga (em italiano: Maria Vittoria Gonzaga; Guastalla, 9 de setembro de 1659 – Veneza, 5 de setembro de 1707) era um princesa italiana pertencente ao ramo dos Gonzaga-Guastalla.

## Biografia
Maria Vitória era a segunda filha de Ferrante III Gonzaga, Duque de Guastalla.
Em 1679, casou com o seu primo Vicente Gonzaga.
Quando o seu pai morre é a sua irmã mais velha, Ana Isabel Gonzaga, que herda os direitos sobre Guastalla, mas o seu marido contesta a sucessão e, com o apoio dos Habsburgos, acaba por se impor como duque de Guastalla.

## Descendência
Do seu casamento com Vicente Gonzaga, nascem cinco filhos:
- Maria Isabel Gonzaga (1680-1726);[3]
- Antónia (1685-1687);
- Leonor Luísa (Eleonora Luisa) (1686–1742), que casou em 1709 com Francisco Maria de Médici;
- António Ferrante (Antonio Ferdinando) (1687–1729), que sucedeu ao pai como duque de Guastalla;
- José Maria (Giuseppe Maria) (1690–1746), que sucedeu ao irmão, tornando-se o último duque de Guastalla.